# Наґаоцький технологічний університет
Наґаоцький технологічний університет (яп. 長岡技術科学大学, ながおかぎじゅつかがくだいがく; англ. Nagaoka University of Technology) — державний університет у Японії. Розташований за адресою: префектура Ніїґата, місто Наґаока, квартал Камі-Томіока 1603-1. Відкритий у 1976 році. Скорочена назва — Ґі́ка-дай (яп. 技科大, ぎかだい).

## Факультети
- Інженерно-технічний факультет (яп. 工学部)

## Аспірантура
- Інженерно-технічна аспірантура (яп. 工学研究科)